# Hilquias
Hilquias (em hebraico  חִלְקִיָּה‎ Ḥilqîyāhū, "Javé é minha herança") foi um Sumo sacerdote que, segundo a Bíblia, foi quem achou o livro da lei do Senhor.
Hilquias viveu entre os anos de 340-450 a.C. Foi pai do profeta Jeremias.

## Livro da Lei
De acordo com um relato em 2 Reis e 2 Crônicas, Hilquias era um kohen gadol (Sumo Sacerdote) do Templo de Jerusalém durante o reinado do Rei Josias de Judá (639–609 aC) e o descobridor do "Livro da Lei" no Templo, no 18º ano do reinado de Josias (622 aC).
Os estudiosos concordam quase universalmente que o livro que Hilquias encontrou foi o livro bíblico de Deuteronômio.